# Synagoga Minor w Boskovicach
Synagoga Minor w Boskovicach (cz. Synagoga v Boskovicích) – nieistniejąca synagoga znajdująca się w Boskovicach, wCzechach, przy ulicy Traplově.
Synagoga została zbudowana w XVIII wieku. Znajdowała się w niej sala modlitewna o wymiarach 8,35 na 5,25 na 3,30 metrów mieszcząca około 100 osób. W Pozostałych pomieszczeniach mieściły się szkoła oraz mieszkanie uczniów żydowskich. 
Od początku XX wieku z powodu zmniejszenia się liczby żydowskich mieszkańców Boskovic synagoga służyła jako beit ha-midrasz. Podczas II wojny światowej synagoga została zdewastowana przez hitlerowców. Po zakończeniu wojny z wolna popadała w ruinę i w latach 50. XX wieku została zburzona.